# Флоксови
Флоксови (Polemoniaceae) е семейство покритосеменни растения от разред Ericales. Включва около 20 рода от предимно едногодишни растения, разпространени в Северното полукълбо и Южна Америка с най-голямо разнообразие в западните части на Северна Америка.

## Родове
- Acanthogilia
- Aliciella
- Allophyllum
- Bonplandia
- Cantua
- Cobaea
- Collomia
- Dayia
- Eriastrum
- Gilia
- Gymnosteris
- Huthia
- Ipomopsis
- Langloisia
- Lathrocasis
- Leptodactylon
- Leptosiphon
- Linanthus
- Loeselia
- Loeseliastrum
- Microsteris
- Navarretia
- Phlox – Флокс
- Polemonium – Полемониум
- Saltugilia